# Nemonotonska logika
Nemonotonska logika je formalna logika čiji odnos zaključka nije monotonski Drugim rečima, nemonotonske logike su osmišljene da obuhvate i predstavljaju odbacive zaključke, tj. neku vrstu zaključivanja u kojoj rasuđivači izvode privremene zaključke, što im omogućava da izvode svoje zaključke na osnovu daljih dokaza.
Većina proučavanih formalnih logika ima monotone relacije povlašćenosti, što znači da dodavanje formule hipotezama nikada ne dovodi do smanjenja njihog skupa zaključaka. Intuitivno, monotonost ukazuje da sticanje novog znanja ne može smanjiti skup onoga što je poznato. Monotonska logika ne može da se nosi sa različitim zadacima rasuđivanja kao što su podrazumevano rezonovanje (zaključci se mogu izvesti samo zbog nedostatka dokaza o suprotnom), abduktivno rezonovanje (zaključci se izvode samo kao najverovatnija objašnjenja), neki važni pristupi rasuđivanju o znanju (nepoznavanje zaključka se mora povući kada zaključak postane poznat), i slično, revizija verovanja (novo znanje može biti u suprotnosti sa starim verovanjima).

## Literatura
- Bidoit, N.; Hull, R. (1989). „Minimalism, justification and non-monotonicity in deductive databases”. Journal of Computer and System Sciences. 38 (2): 290—325. doi:10.1016/0022-0000(89)90004-4 .
- Brewka, G. (1991). Nonmonotonic Reasoning: Logical Foundations of Commonsense. Cambridge University Press. ISBN 978-0-521-38394-3.
- Brewka, G.; Dix, J.; Konolige, K. (1997). Nonmonotonic Reasoning — An Overview. CSLI Lecture Notes. 73. Stanford: CSLI publications. ISBN 9781881526834.
- Cadoli, M.; Schaerf, M. (1993). „A survey of complexity results for non-monotonic logics”. Journal of Logic Programming. 17 (2–4): 127—60. doi:10.1016/0743-1066(93)90029-G .
- Donini, F.M.; Lenzerini, M.; Nardi, D.; Pirri, F.; Schaerf, M. (1990). „Nonmonotonic reasoning”. Artificial Intelligence Review. 4 (3): 163—210. S2CID 23575942. doi:10.1007/BF00140676.
- Gabbay, D.M. (1985). „Theoretical foundations for non-monotonic reasoning in expert systems”.  Ур.: Apt, K.R. Logics and Models of Concurrent Systems. 13. NATO ASI Series, Series F: Computer and Systems Sciences: Springer. стр. 439—457. ISBN 978-3-642-82453-1. doi:10.1007/978-3-642-82453-1_15.
- Ginsberg, M.L., ур. (1987). Readings in Nonmonotonic Reasoning. Morgan Kaufmann. ISBN 978-0-934613-45-3.
- Horty, J.F. (2001). „Nonmonotonic Logic”.  Ур.: Goble, Lou. The Blackwell Guide to Philosophical Logic. Wiley. ISBN 978-0-631-20692-7.
- Łukaszewicz, W. (1990). Non-Monotonic Reasoning. Ellis-Horwood. ISBN 978-0-13-624446-2.
- Lundberg, C.G. (2000). „Made sense and remembered sense: Sensemaking through abduction” (PDF). Journal of Economic Psychology. 21 (6): 691—709. S2CID 11723465. doi:10.1016/S0167-4870(00)00027-1. Архивирано из оригинала (PDF) 2017-09-07. г.
- Makinson, D. (2005). Bridges from Classical to Nonmonotonic Logic. College Publications. ISBN 9781904987000.
- Marek, W.; Truszczynski, M. (1993). Nonmonotonic Logics: Context-Dependent Reasoning. Springer. ISBN 978-3-662-02906-0.
- Abdallah, A. Nait (1995). The Logic of Partial Information. Springer. ISBN 978-3-642-78160-5.
- Suchenek, Marek A. (1993). „First-order syntactic characterizations of minimal entailment, domain-minimal entailment, and Herbrand entailment”. Journal of Automated Reasoning. Kluwer Academic Publishers / Springer. 10 (2): 237—263. doi:10.1007/BF00881837.

## Spoljašnje veze
- Antonelli, G. Aldo. „Non-monotonic logic”.  Ур.: Zalta, Edward N. Stanford Encyclopedia of Philosophy.
- Nemonotonska logika na veb-sajtu PhilPapers
- Nemonotonska logika na veb-sajtu InPho